# Giornale di Sicilia
Il Giornale di Sicilia è un quotidiano italiano pubblicato in Sicilia. La sede centrale della testata è a Palermo.

## Storia

### I primi anni

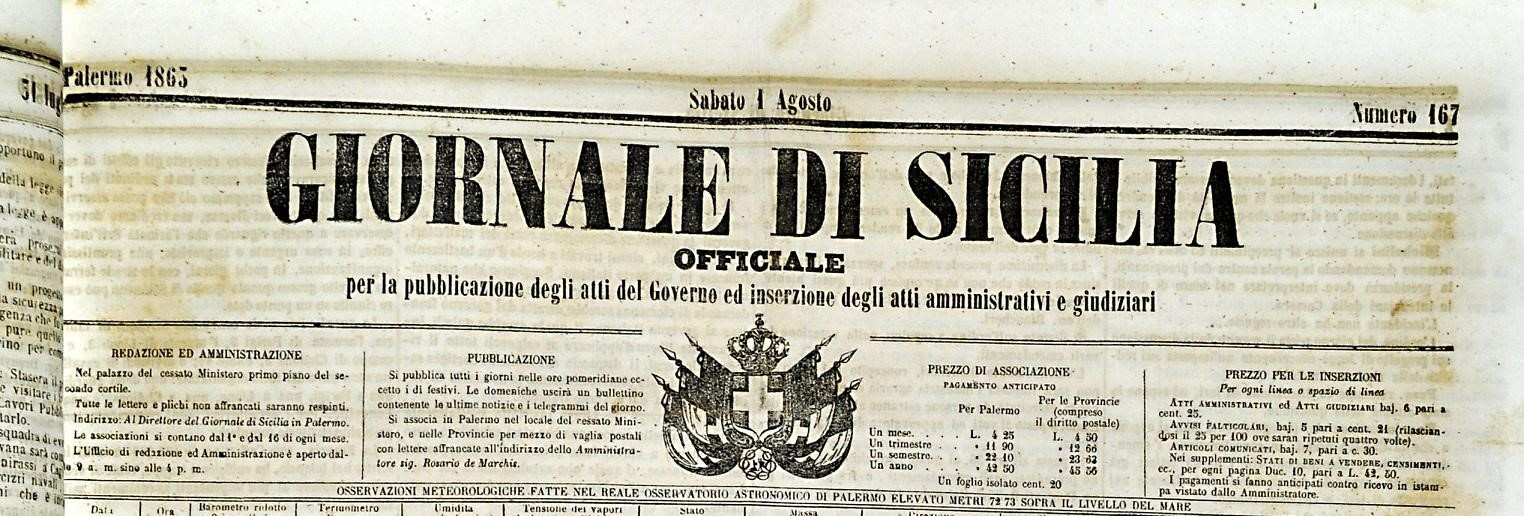
Testata del Giornale di Sicilia del 1º agosto 1863 (Anno I).

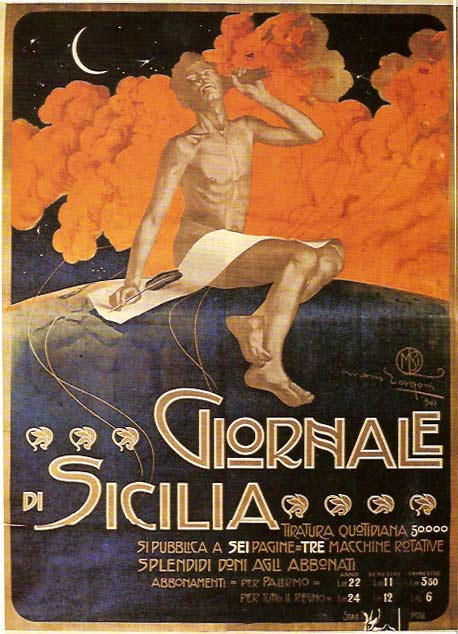
Manifesto del 1903

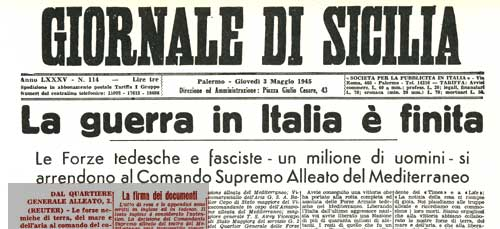
La prima pagina del Giornale di Sicilia che annuncia la fine della Seconda guerra mondiale.

La testata viene fondata a Palermo subito dopo l'arrivo in Sicilia di Giuseppe Garibaldi. Il primo numero della pubblicazione esce il 7 giugno 1860, con Girolamo Ardizzone come direttore ed editore e reca la testata Giornale officiale di Sicilia, occupandosi solamente di avvenimenti connessi alle vicende politiche del tempo fino alla creazione del Regno d'Italia. La prima pagina di quel giornale titolava proprio dell'arrivo dell'eroe dei due mondi a Palermo. Nato come espressione del gruppo democratico crispino e divenuto in seguito filo-ministeriale.
Il Giornale di Sicilia è figlio del Bollettino del Comitato Rivoluzionario del 1848, finito poi nelle mani del governo borbonico. La sua storia di giornale indipendente comincia anch'essa da lontano con la famiglia Ardizzone, rimasta proprietaria fino al luglio 2017. A partire dalla metà degli anni ottanta del XIX secolo, la pubblicazione viene trasformata in giornale quotidiano, e gli argomenti verranno ampliati, dalla politica, alle notizie dei fatti di cronaca, all'opinionismo, agli eventi culturali.
Nel 1926 passò sotto il controllo della federazione provinciale fascista, fino al 22 luglio 1943, quando gli alleati sospesero la pubblicazione.

### Dal secondo dopoguerra
Nel 1944 durante il Regno del Sud, Girolamo Ardizzone nipote omonimo del fondatore, ne tornò in possesso e riprese le pubblicazioni.
Nel 1965 Piero Pirri Ardizzone, vice direttore responsabile dal 1947, diventa amministratore delegato del quotidiano e nomina alla direzione Delio Mariotti, al quale succede nel 1969, prima di cedere la direzione a Roberto Ciuni, che lascerà la guida a Lino Rizzi e Fausto De Luca. La quota di maggioranza delle azioni rimane sempre in mano alla famiglia Ardizzone. Il 26 gennaio 1979 un suo cronista, Mario Francese, è stato ucciso dalla mafia.
Nel 1982 l'editore Antonio Ardizzone diventa anche direttore del giornale, affiancato da Giovanni Pepi prima come vicedirettore e poi come con direttore responsabile.
Quotidiano di tendenza moderata, il Giornale di Sicilia è in quegli anni il quotidiano più diffuso in Sicilia e la sua roccaforte è il capoluogo di regione siciliano.
Negli anni '80 il quotidiano è stato al centro di polemiche per un difficile rapporto con il Partito comunista italiano e con la giunta palermitana di Leoluca Orlando. Dal 1992 il Giornale di Sicilia esce in formato tabloid.
Le 11 edizioni (Palermo, le 9 province e quella nazionale) negli anni vengono progressivamente ridotte e adesso restano solo Palermo e quella delle tre province di Trapani-Agrigento-Caltanissetta-Enna. 
Nell'aprile 2017 Pepi ha rassegnato le proprie dimissioni. La gestione di Ardizzone e Giovanni Pepi ha attraversato un arco temporale lunghissimo, con pochi eguali in Italia. Iniziata alla fine del 1982, era proseguita nonostante il pensionamento di Pepi, avvenuto nel giugno 2012.
Il 5 aprile 2017 Marco Romano diventa il vicedirettore responsabile.

#### La cessione
Il 4 agosto 2017 si concretizza la fusione con la Gazzetta del Sud, con l'acquisizione da parte della società editrice messinese SES del 51% del gruppo editoriale palermitano.
Il 1º luglio 2021 termina un'era: il condirettore responsabile Marco Romano succede ad Antonio Ardizzone alla carica di direttore.

## Direttori
- Delio Mariotti (1965-1969)
- Piero Pirri Ardizzone (1969-1971)
- Roberto Ciuni (1971-1976)
- Lino Rizzi (1976-1980)
- Fausto De Luca (1980-1982)
- Antonio Ardizzone (1982-2021)
- Marco Romano (2021-in carica)[7]

## Dati tecnici
Ha una foliazione fino ad un massimo di 96 pagine di cui 24 in quadricromia, è previsto inoltre, l'inserimento nel quotidiano di un ottavino centrale di 4 pagine a colori. Dal 2022, pubblica due edizioni: Palermo e provincia, Trapani-Agrigento-Caltanissetta/Enna.

## Il sito internet
Il sito internet del Giornale di Sicilia è tornato on-line il 4 gennaio del 2010, dopo alcuni anni di assenza. Il sito viene aggiornato dalle 7:00 alle 23, ogni giorno.

## Diffusione
Secondo i dati pubblicati dal mensile Prima Comunicazione nel gennaio del 2017 aveva una tiratura media di 22 057 copie e un totale di vendite di 14 527 copie.
| Anno | Tiratura media |
| ---- | -------------- |
| 2017 | 22 057         |
| 2016 | 27 921         |
| 2015 | 33 970         |
| 2014 | 38 949         |
| 2013 | 53 722         |
| 2012 | 67 409         |
| 2011 | 73 269         |
| 2010 | 77 925         |
| 2009 | 82 018         |
| 2008 | 64 101         |
| 2007 | 64 079         |
| 2006 | 64 108         |
| 2005 | 63 838         |
| 2004 | 63 873         |
| 2003 | 64 857         |
| 2002 | 63 612         |
| 2001 | 66 306         |
| 2000 | 66 136         |
| 1999 | 65 779         |
| 1998 | 66 344         |
| 1997 | 67 131         |
| 1996 | 63 775         |

Dati Accertamenti diffusione stampa.

## Editore
- Giornale di Sicilia Editoriale Poligrafica S.p.A. (Gruppo Società Editrice Sud-Gazzetta del Sud)